# 2011 UEFAスーパーカップ
2011 UEFAスーパーカップは、2011年8月26日にモナコのスタッド・ルイ・ドゥで開催された 第36回目のUEFAスーパーカップである。

## 出場チーム
| チーム     | 出場資格                              | 出場記録 (太字は優勝を表す)              |
| ---------- | ------------------------------------- | ---------------------------------------- |
| バルセロナ | UEFAチャンピオンズリーグ 2010-11 優勝 | 1979, 1982, 1989, 1992, 1997, 2006, 2009 |
| ポルト     | UEFAヨーロッパリーグ 2010-11 優勝     | 1987, 2003, 2004                         |

## 結果
試合は前後半45分ハーフの90分で争われる。決着つかない場合は15分ハーフの延長戦。それでも決着なしの場合はPK戦で優勝チームを決める。
| 2011年8月26日 20:45 CEST |

| バルセロナ                      | 2 - 0    | ポルト |
| メッシ 39分 · ファブレガス 88分 | レポート |        |

| スタッド・ルイ・ドゥ（モナコ） 観客数: 18,048人 主審: ビョルン・カイペルス |